# Gorenja Brezovica, Šentjernej
Gorenja Brezovica este o localitate din comuna Šentjernej, Slovenia, cu o populație de 226 de locuitori.